# Ентоптичний ефект
Ентоптичний ефект (від грецького ἐντός «всередині» та ὀπτικός «зоровий») — це зоровий ефект, що пов'язаний з будовою та роботою ока як оптичної системи та не має відношення до предметів за межами ока. Ентоптичні ефекти відрізняються від оптичних ілюзій тим, що оптичні ілюзії пов'язані в першу чергу із роботою мозку: неадекватною обробкою інформації, що поступає від очей. На противагу до цього ентоптичні ефекти мають за собою фізичне підґрунтя: вони пов'язані із зображеннями, що проектуються на сітківку ока. В той же час ентоптичні ефекти та ілюзії мають деякі спільні риси: оскільки у різних людей відрізняється детальна будова очей, ентоптичні ефекти теж по-різному проявляються або навіть зовсім не відтворюються.
Деякі ентоптичні ефекти проявляються у цілком здорових людей, деякі є ознаками захворювань.

## Приклади ентоптичних ефектів
- Дерево Пуркіньє — зображення кровоносних судин ока, що потрапляє на сітківку.
- Ентоптичний ефект блакитного фону або ефект Шерера — зображення світлих крапок та ліній, що рухаються по полю зору, коли людина дивиться на яскравий блакитний фон.
- Фігура Гайдінгера — жовто-блакитна пляма, пов'язана з лінійною поляризацією світла.
- Фосфен — кольорові плями, що з'являються, якщо надавити на очі.
- Плаваюче помутніння зумовлене деструкцією склоподібного тіла.